# Pé de coelho
O pé de coelho é um dos diversos amuletos de sorte existentes.

## Origem
Existem registros de que em plena Idade Média (século XIII), durante os terríveis invernos europeus, as pessoas pobres se amontoavam no interior de suas casas com os animais domésticos, todos bem juntos, para aproveitar o calor corporal de cada um. Nessa época as casas dessa gente não tinham nem luz nem qualquer tipo de isolamento térmico, e como porcos, ovelhas, carneiros e outros animais ficavam juntos e agrupados, é perfeitamente aceitável a ideia de que uma jovem mãe, tremendo de frio, pudesse pegar uma pequena lebre que se aninhava a seu lado e deixá-la mamar em seu seio, só para aproveitar o calor que o pelo do pequeno roedor lhe transmitia. Foi dessa forma, assegura a tradição, que as lebres passaram a ser vistas como ótimas companhias. Ao mesmo tempo surgiu na Grã-Bretanha a crença de que as lebres eram criaturas mágicas que traziam boa sorte, nascendo daí a certeza que o osso do pé desses animais, fácil de carregar, curava doenças caso fosse mantido junto ao corpo de quem estivesse sofrendo de algum problema físico.
Existem fontes que acreditam que o uso desse amuleto remonte a totens de clãs africanos.
Uma pista importante para o motivo dele trazer sorte é o coelho Br’er, um trickster mítico africano que aparece como figura folclórica nos mitos do sul dos Estados Unidos da América (e que pode ser visto no filme A Canção do Sul, da Disney, de 1946). Faz sentido que o pé de coelho, sendo o símbolo invocatório de um trickster e suas artimanhas (uma das grandes façanhas do coelho é que quando ele corre, suas patas traseiras alcançam o chão mais à frente das patas dianteiras), de sorte predominantemente para trapaceiros, jogadores e artistas, que são os que mais usos dão a esse amuleto.

## Preparação
Alguns segmentos religiosos, através de suas epistemes atribuirão ao pé de coelho o valor de totem a
por meio de ritos específicos de validação. Como por exemplo o sacrifício do coelho ser realizado em cemitérios, em determinado dia da semana (sexta feira 13) ou determinados climas, como dias de chuva. Há crenças que associam apenas a pata esquerda traseira do animal como válida para ser usada como amuleto.
A maneira como o animal seria sacrificado também é comumente associado à validação do talismã ou não, tais ritos variam de uma região para outra. Todavia, o pé de coelho é um talismã bem conhecido popularmente em diversas regiões e é comumente usado numa corrente ou como chaveiro.

## Encontrado
Sobre o feitiço do amuleto ocorrer em cemitérios, o hoodoo usa esse espaço e a terra vinda de túmulos para uma variedade de coisas. O pó vindo da sepultura de alguém bom (ou a sepultura como local de ritual) protege contra o mal e é usado em magias de proteção em geral; o pó do túmulo ou o próprio túmulo de um pecador é usado em maldições e outras magias nefastas.
O pé de coelho aparece em muitas cantigas folclóricas e letras de blues, e o presidente Theodore Roosevelt foi proprietário de um pé de coelho inseparável, engastado em ouro, presente de um hoodoo man.